# Naaktfiguur
Naaktfiguur, ook wel Meisje of Staand naakt, is de titel van een beeld in het Amsterdamse Vondelpark.
Het beeld stamt uit ongeveer 1957 en is van de hand van Frits Sieger. Het was te zien tijdens de tentoonstelling "Nederlandse Beeldhouwkunst ’57" in het Museum Boijmans. De gemeente Amsterdam kocht het in 1958 vervolgens aan. Ze liet het neerzetten in het Vondelpark, eerst nabij het rosarium, waar het in november 1958 onthuld werd. Sieger haalde het materiaal uit een hardstenen paal uit een te renoveren gebouw aan de Keizersgracht, Sieger recyclede wel vaker weg te gooien materaiaal. Al vroeg verhuisde het beeld naar de omgeving van het Blauwe Theehuis. 
De vrouw van Sieger was in Siegers eigen woorden soms enigszins jaloers op het beeldje: "Hij moet nog even naar z’n meisje toe", als Sieger aan het eind van de dag nog eens ging kijken naar zijn vorderingen. Sieger in 1961 over het beeldje: "Het luistert met gesloten ogen naar lieve woordjes, die iemand het in de oren fluistert" dan wel, "ze staat in het zonnetje".
Het beeld inspireerde vervolgens dichter Gerard den Brabander tot een vers:
Naakt sta ik hier in de zon en wind,
in mist en regen, huiverend in mijn marmer.
In nacht en duisternissen een vereenzaamd kind,
wordt in de dageraad mijn lichaam warmer?